# Малая гильдия
Малая гильдия — организация рижских ремесленников, основанная после разделения единой городской гильдии Святого Креста и Троицы. Эта первая рижская гильдия, объединившая всех горожан немецкой национальности, была основана в 1226 году. В середине XIV века она раскололась на две независимые организации — Гильдию Святой Марии, объединявшую купцов, и гильдию Святого Иоанна, членами которой были ремесленники. Адрес здания — улица Амату, 5.

## История организации
Ремесленники, входившие в состав гильдии Святого Иоанна Крестителя, который являлся традиционным покровителем ремесленнического братства, монополизировали занятие ремёслами в средневековой Риге. Таким образом, те ремесленники, которые не являлись членами Малой гильдии, не имели права претендовать на звание цехового мастера. Все остальные ремесленники, которые не входили в состав гильдии, были лишены этого важного права, что свидетельствовало о дискриминационном подходе к ремесленникам при получении звания. В разное время существовало разное количество цехов, которые входили в состав гильдии: от 120 до 150 цехов.

## Становление цехового мастера
Для того, чтобы подмастерье получил звание мастера, ремесленные цеха выработали свои правила, которым молодой претендент на почётный титул обязан был неотступно следовать. В первую очередь по универсальному средневековому регламенту соискатель высокого звания должен был произвести на свет так называемый «шедевр» (чаще употреблялся термин немецкой традиции Meisterstück), которым тот доказывал свои профессиональные способности и обоснованность своих претензий на звание самостоятельного мастера. Помимо «шедевра», образцового изделия, качество которого оценивалось членами специального «жюри», состоявшего из признанных и наиболее авторитетных мастеров соответствующего цеха, подмастерье должен был начать карьеру путешественника. Он был обязан посетить определённое количество торговых городов (в немецкой традиции Vagabundsmeister), входивших в состав Ганзейского союза, а в качестве доказательства своего пребывания в них он должен был представить старейшине цеха сведения о так называемых «трёх чудесах», которые характеризовали данный город. В Риге таковыми являлись: Наплавной мост через Западную Двину («великан, который лежит»), деревянная статуя средневекового патрона мореплавателей Большого Христофора, стоявшая ранее на берегу реки Риги («великан, который стоит») и печально известный «колокол бедного грешника», который «выходил наружу» из башни церкви Святого Якова и был покрыт небольшим киверком — в его обязанности входило звонить при возникновении непредвиденных тревожных ситуаций, к которым причислялись пожар, наводнение, вторжение вражеского войска, чума, а также транспортировка осуждённого на казнь к Ратушной площади и его обезглавливание (если это была знатная персона).
Тем не менее, даже если желающий получить более высокий социальный статус успешно справлялся с первыми испытаниями («шедевр» признавался соответствующим цеховым стандартам, а «три чуда» были успешно выведаны у старейшины того или иного города), то в некоторых случаях предполагалось третье «испытание»: за свои средства новоиспечённый мастер был обязан «выставить» всем участникам церемонии цеховой обед, что определённо не могло не ударять по кошельку испытуемого. Как раз поэтому до нас дошли сведения о нескольких крупных беспорядках, спровоцированных восстаниями подмастерьев, выражавших закономерное недовольство дискриминационными нормами получения статуса.
В случае, если ремесленник смел работать нелегально, пренебрегая уставом своего цеха, либо генеральным уставом, выработанным старейшинами Малой гильдии, его рабочие инструменты официально уничтожались городским палачом во время городских празднеств на Ратушной площади, а в случае злостных нарушений уставов, которые систематически повторялись (то есть если речь шла о неисправимом рецидивисте), пойманного с поличным члена гильдии лишали прав бюргерства и изгоняли за пределы крепостной стены в пригороды. Некоторые цеха, однако, защищали интересы преимущественно мастеров: так, подмастерья цеха портных, разумеется, формально имели право изготовлять и реализовать свою продукцию (одежду) независимо от мастеров, но в XVI веке в регламент этого цеха были внесены принципиальные коррективы, согласно которым подмастерье имел право продавать одежду только после её ношения «на своём плече» в течение полугода. Эта поправка внешне преследовала вполне благородные цели проверить качество изготовляемой продукции самими изготовителями, но на практике было понятно, что новое условие бьёт по интересам подмастерьев.
Впервые уставы цехов Малой гильдии упоминаются в 1352 году; они носят традиционное название шраг. Шраги гильдии Святого Иоанна подвергались редактированию несколько раз за всю историю гильдии: в 1656 году, в 1822 году и в 1883 году. Однако после 1877 года, когда в Риге и в остальных крупных городах Прибалтийских губерний официально вступило в силу имперское Городовое положение (оно было принято раньше, в 1870 году), обе рижские гильдии утратили свой статус политического и экономического авторитета; последняя, в частности, превратилась в добровольческое репрезентативное объединение богатых остзейцев-ремесленников.
В 1936 году была основана Ремесленная палата, и тогда Малая гильдия официально прекратила своё существование.

## Архитектурная характеристика здания
Здание Малой гильдии располагается по адресу улица Амату (Ремесленная), 5, буквально на противоположной стороне улицы от Большой гильдии.
Известно, что первое здание будущей Малой гильдии примыкало свой тыльной стороной к участку городской крепостной стены. Вероятно, его строительство было начато не позже 1210 года, когда епископ Риги Альберт из Бремена с вынужденного разрешения местных жителей выделил место для строительства нового собора и монастыря. Согласно историческим документам 1258 года это старинное сооружение принадлежало членам Домского капитула.
Здание, располагавшееся на этом участке территории, было несколько перестроено в середине XIV века. Тогда, в 1352 году зданием начала пользоваться обособившаяся гильдия ремесленников, а до этого, с 1330 по 1352 годы удобным строением пользовались члены Ливонского ордена, которым удалось отвоевать главную крепость Ливонии, и они захватили здание в качестве военного трофея. Они использовали приобретённое пространство как временную резиденцию, пока сами рижане, вновь обращённые рыцарями креста и меча в вассальную зависимость, интенсивно вели строительство нового орденского замка (на этом участке Старой Риги ныне располагается современный Рижский замок на набережной Даугавы).
В дальнейшем существенная перестройка произошла в 1694 году, когда мастер Руперт Бинденшу получил заказ на реконструкцию гильдий исходя из актуальных потребностей времени. Во второй раз здание гильдии перестраивалось в 1743—1744 годах. По-видимому, такая скорая перестройка состоялась из-за того, что здание, согласно упоминаниям в цеховых документах, неожиданно быстро пришло в аварийное состояние. Известна ещё одна «операция по усовершенствованию» здания, которая была завершена в 1774 году, о чём свидетельствует памятная доска в главном зале гильдии. Судя по изображениям, относящимся к XIX веку (в первую очередь речь идёт о точных рисунках, которые были выполнены многолетним преподавателем рижского Петровского лицея Иоганном Христофором Бротце), здание представляло собой уменьшенную копию здания Большой гильдии; в интерьере имеется схожий по структуре двухнефный готический зал, который в средневековый период получил название Зостской (Сотской) палаты (избы) — по урбанониму Зост (город-побратим и коммерческий партнёр Риги). Площадь главного зала: 24 на 12,8 метров. Также сохранились рисунки Ф. Хелвега, на которых можно наблюдать структурную характеристику здания гильдии (на его рисунках число контрфорсов на главном фасаде указывает на число пролётов продольной оси сооружения).

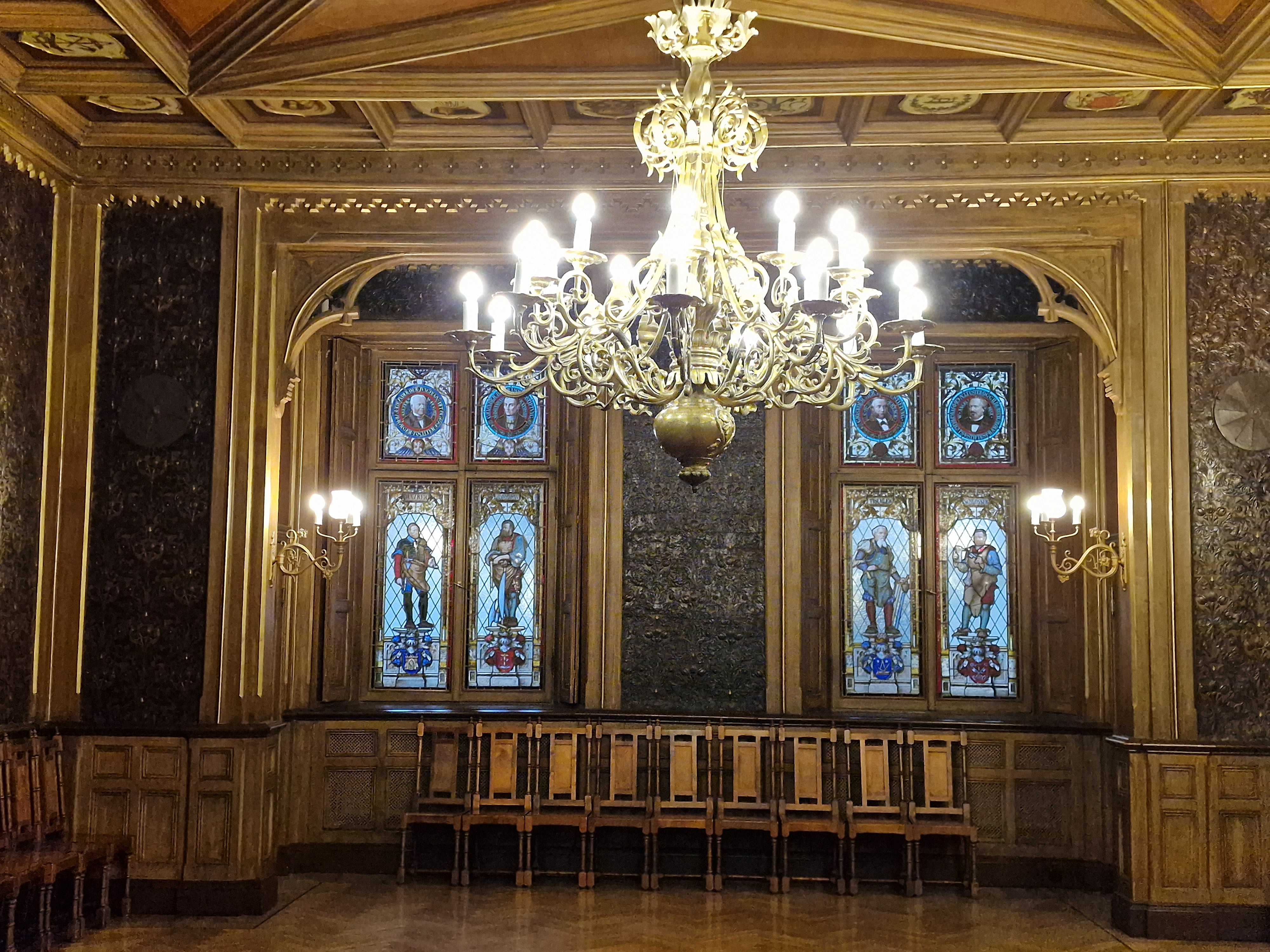

Современное строение датируется серединой девятнадцатого века (1864—1866 годы); автором-проектировщиком был известный рижский зодчий Иоганн Даниэль Фельско, который совместно с Отто Дитце составил проект реконструкции центра Риги после сноса крепостных сооружений по условиям Парижского мирного договора 1856 года, официально завершившего Крымскую войну. Здание выдержано в изысканных формах английской пламенеющей неоготики; что касается прежнего строения, то оно было снесено в отличие от своего собрата (старой Мюнстерской избы, прежней резиденции рижских купцов), который был органично встроен в новое сооружение. Располагающийся по соседству небольшой садик по проекту Фельско был обнесён декоративной металлической оградой.
Иоганн Даниэль Фельско также активно занимался декоративной отделкой интерьеров нового здания в период с 60-х по 80-е годы XIX века. В частности, им были обустроены пять помещений Гильдии. Разнообразны материалы, которые использовал архитектор: дерево, холст, керамика, линкруст, зеркальное стекло, штукатурка.

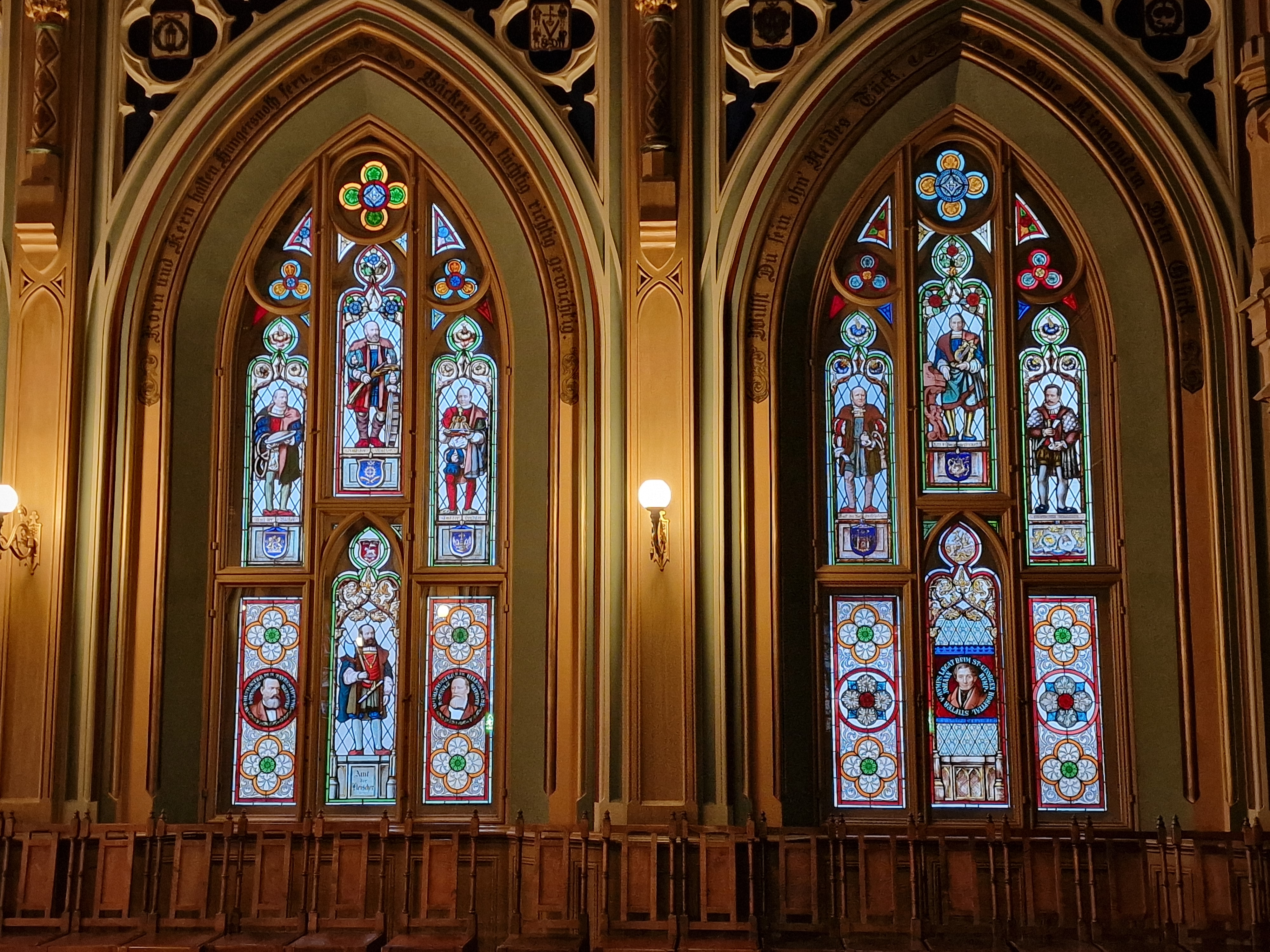

В интерьере здание гильдии достаточно богато оформлено; главный зал для ремесленных собраний был перекрыт деревянными фермами. Окна здания украшены изящными витражами с изображениями наиболее известных старейшин гильдии Святого Иоанна. Автором витражей, выполненными с помощью стекла и свинца, являлся мастер А. Фрейштатл, работавший над оформлением окон в 1888—1889 годы. Можно видеть портрет рижского градоначальника Холландера, а также портреты самих Фельско и Фрейштатла. Над входом в здание располагался витраж с изображением Иоанна Крестителя, держащего в руках ленту с надписью «Господь, благослови почетное ремесло» (Gott segne das ehrbare Handwerk, нем.). До настоящего времени надпись и сам витраж не сохранились. В различных помещениях гильдии можно наблюдать раритетные люстры, старейшие из которых относятся к первой четверти XVIII века; в главном зале можно видеть образцы стенной живописи с изображенниями гербов различных цехов, а также с разнообразными панорамными видами на Санкт-Петербург, Москву, Ригу, а также на четыре немецких города, с которыми Ригу связывали прочные отношения символического и торгового материнства: Бремен, Гамбург, Росток и Любек.
На пересечении фасадов со стороны улицы Мейстару, проходящей вдоль площади Ливов, располагается скульптурное изображение Иоанна Крестителя, покровителя ремесленников.
Общая площадь комплекса застройки достигает 0,1 гектара.
В советский период истории Риги здание вмещало в себя Дом культуры профсоюзов (ЛРСПС), вниманию публики была представлена развёрнутая музейная экспозиция, которая отражала быт ремесленных цехов в разные временные периоды. В настоящее время в здании располагается Музей Малой гильдии, экспозиция сохраняется и дополняется, успешно функционирует Ремесленная школа, которая носит скорее традиционно-репрезентативный характер. На садовом участке ведётся торговля сувенирами с этнографическим колоритом, часть которых изготовлена выпускниками школы ремесленников.